# الصلوة (حبيش)

تعديل مصدري - تعديل

الصلوة هي إحدى قرى عزلة الجعافرة بمديرية حبيش التابعة لمحافظة إب، بلغ تعداد سكانها 96 نسمة حسب تعداد اليمن لعام 2004.